# والنتینیان یکم
والنتینیان اول با نام کامل فلاویوس والنتینیانوس آگوستوس (به لاتین: Flavius Valentinianus Augustus) (زادهٔ ۳۲۱ – درگذشتهٔ ۳۷۵) ملقب به والنتینیان کبیر امپراتور امپراتوری روم بین سال‌های ۳۶۴ تا ۳۷۵ میلادی بود. او پس از مرگ ژوویان به قدرت رسید و برادرش والنس را به عنوان امپراتور شریک حاکم بخش خاوری روم ساخت و خود ادارهٔ سرزمین‌های باختری را بر عهده گرفت.
در دوران حکمرانی با موفقیت در برابر حملات قبایل ژرمنی آلامانی، سرمتی و کوئاتی از روم دفاع نمود.
تئودوسیوس، سردار او دو شورش بزرگ در بریتانیا و آفریقا را سرکوب کرد. والنتینیان به عنوان آخرین امپراتور روم در طول رودخانه‌های دانوب و رن لشکرکشی کرد. او استحکامات مرزی روم با همسایه‌هایش را تقویت کرد و حتی قلاعی در خاک دشمن ساخت.
از این جهت که حاکمیت او موفقیت‌آمیز بود و پس از مرگش امپراتوری روم رو به اضمحلال گذاشت او را آخرین امپراتور بزرگ روم غربی می‌دانند.

## سال‌های آغازین
والنتینیان در ۳۲۱ در سیبالیس (وینکوفچی امروزی در کرواسی) در جنوب پانونیا زاده شد.
پدرش گراتیان افسر ارتش بود و والنتینیان پس از پیوستنش به ارتش همراه با پدرش در آفریقا خدمت کرد. والنتینیان در سپاه ژولیان مرتد دارای مقام بالای تریبیونی بود اما به گفتهٔ برخی منابع چون از نفی مسیحیت خویش خودداری کرد، امپراتور او را خوار شمرده، از مقامش برکنار و در ۳۶۲ به تبس در مصر تبعید نمود.
با این حال او به هنگام لشکرکشی ژولیان در ۳۶۳ به ایران هنوز در خدمت او بود و پس از کشته شدن او در جنگ، توسط امپراتور جانشینش ژوویان ارتقاء مقام یافت او سپس والنتینیان را برای مقابله با سربازان یاغی به گل فرستاد و به پاس انجام این کار خطیر او را به فرماندهی پیاده‌نظام سنگین در دستهٔ محافظان سلطنتی منصوب کرد.

## رسیدن به امپراتوری
ژوویان کمی بعد در ۱۷ فوریه ۳۶۴ در مرز بین بیثینیا و گالاتیا درگذشت. سپاه به سوی نیکیا که نزدیکترین شهر به آن‌ها بود حرکت کرد و مقام‌های نظامی و سیاسی برای انتخاب امپراتور جدید در آنجا با یکدیگر دیدار کردند. آن‌ها طی شوری به اتفاق، والنتینیان را که در آن زمان در آنسیرا (آنکارای امروزی در ترکیه) بود را برگزیدند و پیکی را برای آگاه ساختن او از این تصمیم به سویش روانه کردند.
والنتینیان در ۲۴ فوریه به نیکیا رسید و در ۲۶ فوریه ۳۶۴ این مقام را پذیرفت. او برای سخنرانی آماده می‌شد که سربازان تهدید به شورش کردند اما والنتینیان به آن‌ها اطمینان داد که لشکریان بزرگترین اولویت او هستند. او سپس با انتخاب امپراتوری دیگر به‌طور مشترک با خود موافقت کرد تا در صورت مرگ او از بروز بحران در امپراتوری جلوگیری شود.

## امپراتوری مشترک با والنس
والنتینیان در ۲۸ مارس ۳۶۴ برادر کوچکترش والنس را به عنوان همکار خود برگزید و او را امپراتور سرزمین‌های خاوری روم ساخت و خود، ادارهٔ نواحی باختری را برعهده گرفت. بدین ترتیب پانونیا و سرزمین‌های غرب آن در کنترل والنتینیان و باقی مناطق بالکان و مناطق شرق آن زیر فرمان والنس قرار گرفت. در مقایسه روم خاوری دارای منابع بیشتری نسبت به روم باختری بود اما از آنجا که مناطق غربی بیشتر از نواحی شرقی در معرض تهدید قرار داشتند، والنتینیان غرب را انتخاب کرد تا شخصاً آنجا را زیر نظر داشته باشد.
دو برادر پس از تقسیم امپراتوری بر سر آزادی مذهب در سرزمین‌های تحت فرمانشان نیز با یکدیگر توافق کردند اما تنها والنتینیان به این توافقامه تا پایان حکومتش پایبند ماند.

## درگیری‌های نظامی
پس از آنکه والنتینیان یکم ادارهٔ نواحی غربی را برعهده گرفت مرکز فرماندهی خود را در مدیولانوم (میلان امروزی) برپا کرد اما چندی نگذشت که کشور مورد هجوم بربرها قرار گرفت در ژانویهٔ ۳۶۵ قبایل آلامانی با عبور از راین و شکست دادن سپاه روم در گل توانستند سنگر و استحکامات استراتژیک موگونتیاکوم (ماینتز امروزی در آلمان) را به تصرف خود درآورند. بدنبال این اتفاق والنتینیان مقر فرماندهی خود را تا اکتبر همان سال به پاریس منتقل کرد و از آنجا هدایت عملیات نظامی علیه متجاوزان را برعهده گرفت. در عین حال فرماندهٔ او ژووینوس توانست آلامانی‌ها را طی سه نبرد پی در پی شکست دهد. آلامانی‌ها در سومین رویارویی خود با سپاه ژووینوس در دوروکاتالونوم (Châlons-sur-Marne در فرانسهٔ امروزی) متحمل تلفات سنگینی شدند و امنیت در منطقهٔ گل تا چندین سال بعد حفظ شد.
والنتینیان سپس در ۳۶۷ به آمبیانی (آمیان امروزی در فرانسه) نقل مکان کرد تا با یکی از فرماندهانش به نام تئودوسیوس (پدر امپراتور بعدی تئودوسیوس یکم) که دفاع از بریتانیا در برابر حملات ساکسونها، پیکتیشها و اسکاتها را برعهده داشت در ارتباط نزدیکتری باشد.

## سال‌های پایانی
والنتینیان پسر ۹ ساله‌اش گراتیان را در ۲۴ اوت ۳۶۷ به امپراتوری مشترک با خود در غرب برگزید. او با این کار به تقویت خاندان خود در حکومت پرداخت و توانست پایه‌گذار سلسلهٔ جدیدی با نام «والنتینیان» باشد که مدتی طولانی نیز دوام یافت.
دو ماه بعد والنتینیان در تریر (در آلمان امروزی) اقامت گزید و به مدت ۷ سال در آنجا ماند. او در این مدت تمام توجهش را معطوف ساخت سیستم دفاعی دقیقی از استحکامات در منطقهٔ راین نمود و توانست قبایل مختلف بربر را به بیعت با خود وادارد. برای مثال او با بورگوندیهایی متحد شد که دشمن آلامانی‌ها بودند.
در ۳۷۴ ژرمن‌ها و سرمتیها از دانوب گذشتند و به روم حمله کردند. والنتینیان در مقابل ستاد فرماندهی خود را در ۳۷۵ به سیرمیوم منتقل کرد و توانست با موفقیت آن‌ها را بیرون راند. او سپس با تقویت استحکاماتش از دانوب گذشت و قلمروی ژرمن‌ها را نابود کرد.

## مرگ
در ۱۷ نوامبر ۳۷۵ برخی از نمایندگان آلمان‌ها (کوادیها) برای مذاکره با رومی‌ها به بریگتیو واقع در پانونیای سفلی آمدند و اجازهٔ دیدار با امپراتور را یافتند. آن‌ها ساخت دژهای رومی در سرزمین‌های خود را عامل این درگیری‌ها می‌دانستند و بر آن اصرار داشتند. در عین حال تهدید کردند که دستجات مختلف کوادی خود را پایبند رعایت عهدنامه‌هایی که رؤسایشان با رومیان بسته‌اند نمی‌دانند و در هر زمانی ممکن است حمله کنند. این رفتار نمایندگان چنان خشم والنتینیان را برانگیخت که دچار حملهٔ قلبی شد و درگذشت.